# 青龍瀑布 (杉林溪)
青龍瀑布位於南投縣竹山鎮大鞍里境內，清水溪支流加走寮溪上游，屬濁水溪水系，瀑布標高約1625公尺至1445公尺，落差約80公尺。為杉林溪園區內的一處景點，杉林溪十景之一。

## 簡介
青龍瀑布水源來自於烏松坑山與鹿屈山的加走寮溪，因所處位置岩層較堅硬，溪流至此向源侵蝕無法往上發展，只能向下加深侵蝕，造成落差進而形成瀑布。瀑布上游逐漸沖積成大小不等之平坦腹地，自青龍瀑布開始，往上游方向即是杉林溪園區，此段地勢平坦、水勢趨緩，直至松瀧岩瀑布；而瀑布下游則是侵蝕劇烈、水流湍急，形成深邃的峽谷，於加走寮溪中下游處的太極峽谷更有「西部太魯閣」之稱，兩者地形上有著顯著的差異。

## 交通資訊
- 自行開車：[1]
  - 1.由國道3號下竹山交流道後右轉台3線集山路一段過延平橋，右轉151甲線保甲路至151線東鄉路右轉經鹿谷至溪頭，接投95線杉林溪公路過安定隧道，即抵達杉林溪森林風景遊樂區。
- 大眾運輸：[1]
  - 1.搭乘台鐵至台中車站，轉乘台中客運、員林客運、杉林溪客運【台中 - 杉林溪】線公車，即可抵達。
  - 2.搭乘高鐵至高鐵台中站，轉乘【台中 - 溪頭】線快捷公車至溪頭，再轉乘台中客運、員林客運、杉林溪客運【台中 - 杉林溪】線公車或杉林溪客運【溪頭 - 杉林溪】線，即可抵達。

## 解
1. ↑  根據《臺灣通用電子地圖【NLSC】》、《臺灣通用正射影像【NLSC】》對照。

## 外部連結
- 在Panoramio的青龍瀑布影像
- 在登山補給站的青龍瀑布影像 （页面存档备份，存于）